# Ahlbacka gård
Ahlbacka gård (finska: Ahlbackan kartano) är en herrgård i Hattula kommun i sydvästra Finland. Gården är belägen i Egentliga Tavastland i byn Pekola. Den nuvarande huvudbyggnaden härstammar från början av 1800-talet då gården flyttades till den nuvarande platsen vid vägen Aulangontie.
Nuförtiden finns det bland annat fyra bostäder i huvudbyggnaden.

## Historia och arkitektur
Ahlbacka gård bildades år 1799 när krigskommissarie Gustav Magnus Florin blev ägare till gården. Gårdens nuvarande huvudbyggnad, som ursprungligen var en anspråkslös byggnad byggd i trä, byggdes år 1806. I mitten av 1800-talet byggdes en veranda till gårdens fasad. I början av 1900-talet ville gårdens dåvarande ägare Elin Nordenswan, vars släkt hade ägt gården sedan början av 1800-talet, förnya gården. År 1924 renoverades huvudbyggnaden efter ritningar av arkitekt David Frölander-Ulf och då fick gården sitt nyklassiska stil.